# Information Supply Chain Management
Unter Information Supply Chain Management (ISCM) versteht man das Management von Informationslieferketten.
In Anlehnung an den Begriff Supply Chain Management beschäftigt sich das Information Supply Chain Management (ISCM) mit der Fragestellung nach einer optimalen Ausgestaltung von Informationslieferketten innerhalb von Unternehmen sowie über Unternehmensgrenzen hinweg.
Im Zeitalter des Internets und der Erwartung einer konsistenten Informationsversorgung über alle Absatzkanäle hat sich ein optimales Information Supply Chain Management zu einem entscheidenden Wettbewerbsfaktor für kommunikationstreibende Unternehmen entwickelt.

## Informationsmanagement als Wettbewerbsfaktor
Mit dem Internet entstand ein Medienkanal, der die Informationswelt revolutionierte. In Ergänzung zu bereits existierenden Informationskanälen wie Print, Datenaustausch und Werbung in Funk und Fernsehen bedeutet dies eine komplexere Struktur von Informationsverteilung und -beschaffung für kommunikationstreibende Unternehmen.
Konnten Firmen ihre Kommunikationskanäle in den 90er Jahren noch relativ sauber steuern und versorgen, sind Informationen heute nahezu jederzeit zugänglich. So ist es nicht mehr nur entscheidend, die richtige Ware zum optimalen Preis und in hoher Qualität zur Verfügung zu stellen, vielmehr wird es zum kaufentscheidenden Faktor, das richtige Gesamtbild des Produktes oder der Dienstleistung im Kopf des Kunden zu generieren.
In Hinblick auf diese Informations- und Kommunikationsgesellschaft hat sich das Informationsmanagement, das optimale Handling von Informationen, als eine entscheidende Einflussgröße für die Wettbewerbsfähigkeit von Unternehmen herauskristallisiert.
In Zeiten von Konkurrenzdruck, Variantenvielfalt, Internationalisierung, daraus resultierender Komplexität und Dynamik können Wettbewerbsvorteile vor allem erreicht werden, wenn es gelingt, durch Information und Kommunikation eine Integration aller Unternehmensaktivitäten in einem nahtlosen Prozess zu vereinen. So können interne und unternehmensübergreifende Prozesse entlang der Wertschöpfungskette optimiert sowie potentiellen Kunden die notwendigen Informationen jederzeit in optimaler Form zur Verfügung gestellt werden.

## Die Information Supply Chain
Basis für ineinandergreifende Informationsflüsse ist eine optimal eingegliederte Informationsversorgung, die für die Bereitstellung der richtigen Information, zum richtigen Zeitpunkt, in der richtigen Form beim richtigen Benutzer sorgt.
Dabei ist nicht nur notwendig, dass gewünschte Informationen verfügbar sind, sondern vor allem, dass sie der Komplexitätsstruktur aller beteiligten Wertschöpfungsakteure gerecht werden. Aus enormen Datenmengen die entscheidenden Daten  zu selektieren,  zu Informationen zu verarbeiten und zielgerichtet zu übermitteln, ist erfolgsentscheidend.
Kosten-, Zeit-, Qualitäts- und Flexibilitätsvorteile können demnach bestmöglich realisiert  werden und zu einer höheren Rentabilität für alle Mitglieder der Wertschöpfungskette führen, wenn  einem  durchgängigen Materialfluss (klassische Supply Chain) ein durchgängiger und abgestimmter Informationsfluss entspricht.

## Information Supply Chain Management – Zentrales Management von Informationsflüssen
Die Hauptaufgabe des Information Supply Chain Management ist es, eine Vielzahl einzelner, unabhängiger Informationsflüsse möglichst redundanzfrei zu diesem abgestimmten Informationsfluss zu integrieren.
Die Herausforderung liegt vor allem in der Koordination eines Gesamtprozesses basierend auf einem ganzheitlichen Informationsmanagement.
Da Informationen unternehmensintern meist in verschiedensten IT-Systemen generiert, gesammelt, abgerufen und weitergeleitet werden, ist damit die Vernetzung bzw. Integration einzelner IT-Systeme und damit eine zentrale, medienneutrale Datenhaltung untrennbar verbunden. Die interdisziplinäre Verknüpfung unterschiedlicher Systeme aus dem Bereich ERP, PIM, MAM, E-Commerce, und Workflow bilden den Kern des Information Supply Chain Managements.
Die Information Supply Chain, die Informationslieferkette, „muss von Produktentwicklung bis zur Auslieferung automatisiert und zentral geführt werden“ (Thomas Lucas-Nülle: Ordnung ist keine Zauberei in VISAVIS ECONOMY 01/10, S. 32).